# 考那斯市立愛樂樂團
考那斯市立愛樂樂團，使用原立陶宛司法及國會宮建築物，由立陶宛建築師埃德蒙達斯·阿爾豐薩斯·弗里卡斯設計、1928年完工。

## 歷史
原立陶宛司法及國會宮建築於1925年開工，座落於考那斯L. 薩皮戈斯路與E. 奧澤斯基尼街路口，並於1928年完工。
1961年，這座建築物移交給立陶宛國家愛樂協會考那斯分會。在此之前，1944年至1961年間，考那斯分會並無專屬音樂廳，只能在立陶宛全國各地的音樂廳或考那斯體育館舉辦音樂會。這些音樂會大多由愛樂協會策畫演出。2006年，立陶宛文化部決定讓考那斯分會獨立，名為「考那斯市立愛樂協會」。

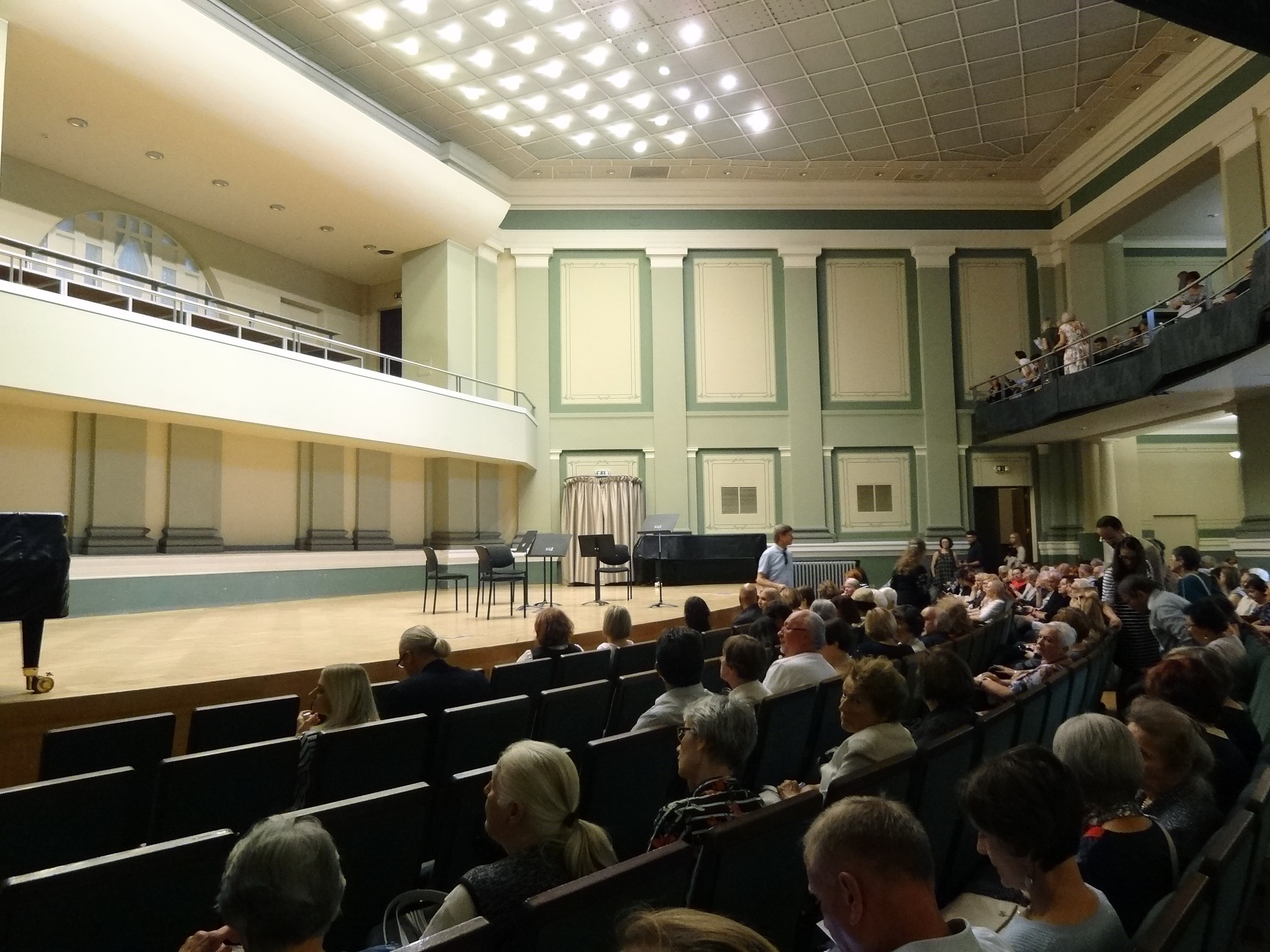
2019 年在音樂會中場休息時翻新的愛樂樂團內部

立陶宛政府已將此建築列為文化遺產，並於2005年展開翻新工程，至2008年完工。目前該建築由考那斯市立愛樂樂團、考那斯市立合唱團、考那斯交響樂團等樂團共用。

## 外部連結
- 官方网站（立陶宛文）